# Правила Полінга
Правила Полінга — два  кристалохімічних закони про структуру кристалів. 

## Загальна характеристика
Правила Полінга вперше сформульовані  Лайнусом Полінгом.
Багато кристалів мають структуру на основі двох дуже ретельних упаковок: щільна кубічна упаковка і щільна гексагональна упаковка. При цьому щільну упаковку формують великі іони, і зазвичай це виявляються аніони, а дрібні іони розташовуються в порожнинах трьох типів: в октаедричного, тетраедричного і трикутних позиціях.
Правила Полінга прості і логічні, але вони узагальнюють закономірності, які виконуються на більшості структур, і приносять велику користь у вивченні кристалів.

## Перше правило Полінга
Перше правило Полінга говорить, що в щільної упаковки великі (якщо відношення радіуса катіон а до аніон у більше 0,414) катіони розташовуються в октаедричних пустотах, менші катіони займають тетраедричних позиції (відношення радіусів від 0,414 до 0,215), і дрібні (менше 0,215) трикутні.

## Друге правило Полінга
Друге правило Полінга вимагає, щоб в стабільній структурі дотримувався локальний баланс  валентностей, тобто сума валентних зусиль (відношення валентності атома до його  координаційному числу) всіх найближчих сусідів даного атома була б рівна або приблизно рівна його власній валентності. Це правило робить малоймовірним заповнення позицій з великим відхиленням від локального балансу (більше 10-20 %).